# Mario Party DS
Mario Party DS is een videospel voor de Nintendo DS. Het spel verscheen op 23 november 2007 in Europa. Het is in Europa het elfde spel in de Mario Party-reeks; in Japan is het het twaalfde spel.

## Verhaal
Het is een vredige dag in het Mushroom Kingdom en Mario en zijn vrienden zijn aan het ontspannen en genieten van de dag. Ineens ontvangen ze een uitnodiging van Bowser om naar zijn kasteel te komen. Hij wil zich verontschuldigen voor alle ellende die hij heeft veroorzaakt. Mario en zijn vrienden gaan op de uitnodiging in en reizen af naar Bowsers kasteel. Tot hun grote verbazing is Bowser echter niet van plan om zich te verontschuldigen. In plaats daarvan verkleint hij al zijn gasten tot de grootte van schaakstukken. Om weer groot te worden, moet de speler sterren verzamelen en Bowser verslaan.

## Speelbare personages
- Mario;
- Luigi;
- Yoshi;
- Princess Peach;
- Princess Daisy;
- Toad;
- Wario;
- Waluigi.

## Spelmodi en functies
- Verhaalmodus: één speler neemt het op tegen drie computergestuurde tegenstanders;
- Feestmodus: vier spelers nemen het tegen elkaar op op een van de vijf borden die ook in de verhaalmodus beschikbaar zijn;
- Minigamemodus: de speler kan alle vrijgespeelde minigames nog eens spelen;
- Puzzelmodus: de speler neemt deel aan een van de vijf klassieke Mariopuzzels;
- Multiplayer: er kan een lokaal spel (minigames of spelborden) worden gestart door vier DS'en te koppelen.

Ook is er een galerij beschikbaar waar alle records, opgeslagen geluiden, cutscenes en spelerstatistieken bekeken kunnen worden.

## Recensies
Mario Party DS werd in het eerste weekend positief onthaald. Het spel werd beoordeeld als creatief en origineel. Een punt van kritiek was de afwezigheid van een wifi-verbindingsmogelijkheid.
- Nintendo Power: 8/10;
- GameSpot: 8/10;
- Gamespy: 4/5;
- Gamestats: 7,9;
- IGN: 7/10;
- 1UP.com: 6,5/10;
- Famitsu: 33/40 (9,9,7,8);
- Gamerankings: 71% (gebaseerd op 21 recensies).